# Письменные принадлежности

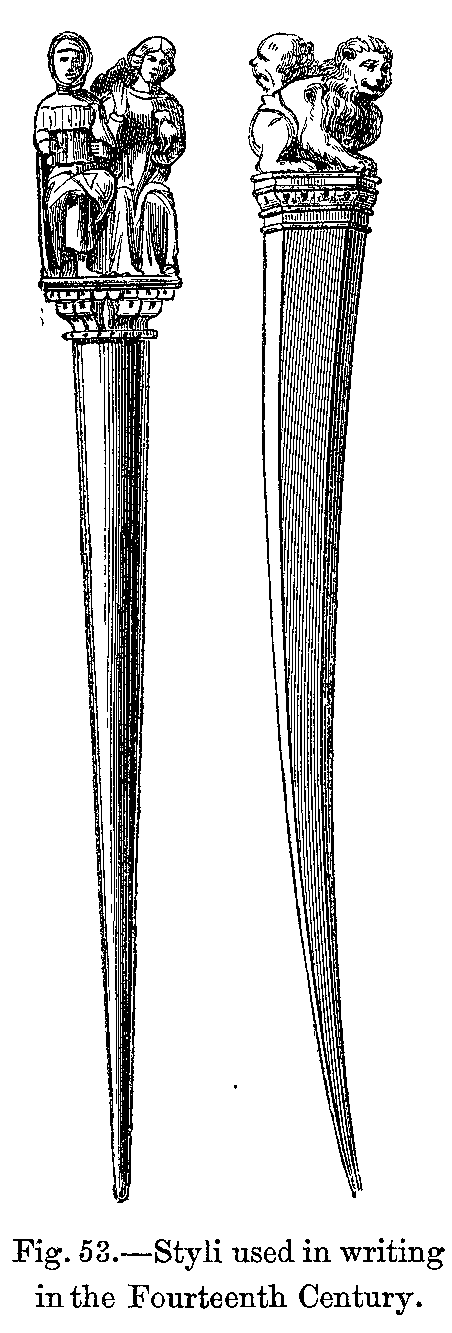
Стилосы, использовавшиеся в XIV веке для письма

Письменные принадлежности — это инструменты для письма. К ним, в частности, относят стержни, грифеля, перья, ручки, карандаши, фломастеры, маркеры, угольки, мелки.
Были изобретены на Древнем Востоке, потом попали в Древнюю Грецию, откуда распространились по Европе. Среди древнейших письменных принадлежностей — кисточки из стеблей камыша, которыми на папирус, кожу, дощечки, пергамент, кору, глиняные черепки, штукатурку наносились чернила, получавшиеся из сажи с добавлением клея. Также важную роль для греческой письменности сыграл грифель для нанесения клинописных знаков на глину, который стали использовать для письма на дощечках, покрытых воском.
В позднюю античность на Западе стали пользоваться гусиными перьями.